# Valby Town
Valby Town er det tolvte og seneste album i rækken med den danske rock/pop sanger Nikolaj Christensen fra Nikolaj & Piloterne.
Flere af sangene på albummet er skrevet i samarbejde med Mads Haugaard og produceret af Nikolaj selv og indspillet med Piloterne.

## Spor
| 1.  | "Smil"                        |  |
| 2.  | "High Hip Fidelity Hår"       |  |
| 3.  | "Øresund (Savner Dig)"        |  |
| 4.  | "Blues Fra Aarhus"            |  |
| 5.  | "Valby Town"                  |  |
| 6.  | "Det Ruller I Mit Blod"       |  |
| 7.  | "Rispapirslampen"             |  |
| 8.  | "Hun Er Så Hård"              |  |
| 9.  | "Jordskælv"                   |  |
| 10. | "Ingenting Betyder Ingenting" |  |
| 11. | "Banelegemet"                 |  |

| Musik | Spire Denne musikartikel er en spire som bør udbygges. Du er velkommen til at hjælpe Wikipedia ved at udvide den. |